# Sledge hokej na Zimních paralympijských hrách 2010
Sledge hokej na Zimních paralympijských hrách 2010 se hrál od 13. do 20. března.

## Skupina A

### Výsledky
| Datum           | Čas   | Mužstvo 1              | Výsledek | Mužstvo 2   |
| --------------- | ----- | ---------------------- | -------- | ----------- |
| 13. března 2010 | 17.00 | Spojené státy americké | 5:0      | Jižní Korea |
| 13. března 2010 | 20.30 | Japonsko               | 2:1      | Česko       |
| 14. března 2010 | 17.00 | Spojené státy americké | 3:0      | Česko       |
| 14. března 2010 | 20.30 | Japonsko               | 5:0      | Jižní Korea |
| 16. března 2010 | 10.00 | Česko                  | 4:2      | Jižní Korea |
| 16. března 2010 | 17.00 | Spojené státy americké | 6:0      | Japonsko    |

### Tabulka
| Pořadí | Mužstvo                | Zápasů | Vítězství | Remíz | Porážek | Skóre | Bodů |
| ------ | ---------------------- | ------ | --------- | ----- | ------- | ----- | ---- |
| 1.     | Spojené státy americké | 3      | 3         | 0     | 0       | 14:0  | 6    |
| 2.     | Japonsko               | 3      | 2         | 0     | 1       | 7:7   | 4    |
| 3.     | Česko                  | 3      | 1         | 0     | 2       | 5:7   | 2    |
| 4.     | Jižní Korea            | 3      | 0         | 0     | 3       | 2:14  | 0    |

## Skupina B

### Výsledky
| Datum           | Čas   | Mužstvo 1 | Výsledek | Mužstvo 2 |
| --------------- | ----- | --------- | -------- | --------- |
| 13. března 2010 | 10.00 | Kanada    | 4:0      | Itálie    |
| 13. března 2010 | 13.30 | Norsko    | 2:1      | Švédsko   |
| 14. března 2010 | 10.00 | Norsko    | 2:1      | Itálie    |
| 14. března 2010 | 13.30 | Kanada    | 10:1     | Švédsko   |
| 16. března 2010 | 13.30 | Itálie    | 0:1      | Švédsko   |
| 16. března 2010 | 20.30 | Norsko    | 0:5      | Kanada    |

### Tabulka
| Pořadí | Mužstvo | Zápasů | Vítězství | Remíz | Porážek | Skóre | Bodů |
| ------ | ------- | ------ | --------- | ----- | ------- | ----- | ---- |
| 1.     | Kanada  | 3      | 3         | 0     | 0       | 19:1  | 6    |
| 2.     | Norsko  | 3      | 2         | 0     | 1       | 4:7   | 4    |
| 3.     | Švédsko | 3      | 1         | 0     | 2       | 3:12  | 2    |
| 4.     | Itálie  | 3      | 0         | 0     | 3       | 1:7   | 0    |

## Boje o 5. - 8. místo
| Datum           | Čas   | Mužstvo 1 | Výsledek                      | Mužstvo 2   |
| --------------- | ----- | --------- | ----------------------------- | ----------- |
| 17. března 2010 | 12.00 | Česko     | 3:2 po samostatných nájezdech | Itálie      |
| 17. března 2010 | 19.00 | Švédsko   | 1:2                           | Jižní Korea |

### O 7. místo
| Datum           | Čas   | Mužstvo 1 | Výsledek | Mužstvo 2 |
| --------------- | ----- | --------- | -------- | --------- |
| 19. března 2010 | 12.00 | Itálie    | 4:0      | Švédsko   |

### O 5. místo
| Datum           | Čas   | Mužstvo 1 | Výsledek | Mužstvo 2   |
| --------------- | ----- | --------- | -------- | ----------- |
| 19. března 2010 | 15.30 | Česko     | 2:1      | Jižní Korea |

## Boje o medaile

### Pavouk
|  | Semifinále             | Semifinále             |   |                 | Finále          | Finále |  |
|  |                        |                        |   |                 |                 |        |  |
|  | 18. března 2010        |                        |   |                 |                 |        |  |
|  | Kanada                 | 1                      |   |                 |                 |        |  |
|  | Japonsko               | 3                      |   |                 |                 |        |  |
|  |                        |                        |   |                 |                 |        |  |
|  |                        |                        |   |                 | 20. března 2010 |        |  |
|  |                        |                        |   |                 | Japonsko        | 0      |  |
|  |                        | Spojené státy americké | 2 |                 |                 |        |  |
|  |                        |                        |   |                 |                 |        |  |
|  |                        |                        |   |                 |                 |        |  |
|  |                        |                        |   |                 | O třetí místo   |        |  |
|  | 18. března 2010        | 18. března 2010        |   | 19. března 2010 | 19. března 2010 |        |  |
|  | Spojené státy americké | 3                      |   | Kanada          | 1               |        |  |
|  | Norsko                 | 0                      |   |                 | Norsko          | 2      |  |

### Semifinále
| Datum           | Čas   | Mužstvo 1              | Výsledek | Mužstvo 2 |
| --------------- | ----- | ---------------------- | -------- | --------- |
| 18. března 2010 | 12.00 | Kanada                 | 1:3      | Japonsko  |
| 18. března 2010 | 19.00 | Spojené státy americké | 3:0      | Norsko    |

### O 3. místo
| Datum           | Čas   | Mužstvo 1 | Výsledek | Mužstvo 2 |
| --------------- | ----- | --------- | -------- | --------- |
| 19. března 2010 | 19.00 | Norsko    | 2:1      | Kanada    |

### Finále
| Datum           | Čas   | Mužstvo 1              | Výsledek | Mužstvo 2 |
| --------------- | ----- | ---------------------- | -------- | --------- |
| 20. března 2010 | 12.00 | Spojené státy americké | 2:0      | Japonsko  |

## Konečné umístění
| Pořadí           | Tým                    |
| ---------------- | ---------------------- |
| Zlatá medaile    | Spojené státy americké |
| Stříbrná medaile | Japonsko               |
| Bronzová medaile | Norsko                 |
| 4.               | Kanada                 |
| 5.               | Česko                  |
| 6.               | Jižní Korea            |
| 7.               | Itálie                 |
| 8.               | Švédsko                |